# Mussolet dels saguaros
El mussolet dels saguaros (Micrathene whitneyi) és una espècie d'ocell de la família dels estrígids (Strigidae) i única espècie del gènere Micrathene. Habita els deserts amb cactus, boscos de ribera i altres medis forestals de zones àrides, al sud dels Estats Units i nord de Mèxic, des del sud de Nevada, Califòrnia, Arizona, Nou Mèxic i Texas, cap al sud fins a Sonora, estat de Guanajuato, Puebla i Baixa Califòrnia. El seu estat de conservació es considera de risc mínim.